# Union baptiste de la Jamaïque
L’Union baptiste de la Jamaïque  (anglais : Jamaica Baptist Union) est une association chrétienne évangélique d'églises baptistes en Jamaïque. Elle est affiliée à la Conférence des Églises de la Caraïbe et à l'Alliance baptiste mondiale. Son siège est situé à Kingston. Sa dirigeante est Karen Kirlew.

## Historique
L'Union baptiste de la Jamaïque a ses origines dans une mission de 1782 par George Liele, un ancien esclave affranchi d'Atlanta en Géorgie, venu prêché à Kingston. En 1814, la Société missionnaire baptiste, une organisation britannique, a envoyé son premier missionnaire sur l'île pour ouvrir une école à Falmouth dans la paroisse de Trelawny, pour les enfants d’esclaves . Le ministère a continué de croître et s'étendre pendant la colonisation britannique.
Les églises baptistes se sont impliqués dans la lutte pour l'émancipation de l'esclavage . Après l'émancipation, des baptistes ont contribué à la création de « villages de liberté » pour le nouveau peuple émancipé. Cela comprenait l'achat de grandes parcelles de terres recoupées en petites exploitations, vendues à des familles. Les villages ont également inclus une école et une église baptiste.
Les églises baptistes ont également fondé en 1843 le Calabar Theological College, pour la formation des ministres pour la prédication locale et les missions en Afrique et dans les Caraïbes, devenu le United Theological College of the West Indies en 1966,. 
En 1849, la Jamaica Baptist Union est officiellement fondée. 
En 2018, Karen Kirlew devient la première femme présidente de l’union.
Selon un recensement de l’association, en 2023 elle disait avoir 340 églises et 40,132 membres.

## Organisation missionnaire
La convention a une organisation missionnaire, Jamaica Baptist Union Mission Agency .